# 至上の人生
「至上の人生」（しじょうのじんせい 英題：A Life Supreme）は、日本のシンガーソングライター・椎名林檎による楽曲。2015年2月25日にユニバーサルミュージックより発売された15枚目のシングルの表題曲として発表された。デジタル・ダウンロードは1月28日に配信開始された。
本楽曲は日本テレビ系水曜ドラマ『○○妻』の主題歌として書き下ろされたもの。

## 背景
表題曲「至上の人生」は日本テレビ系水曜ドラマ『○○妻』の脚本家である遊川和彦ら制作スタッフからの依頼により、椎名が同ドラマの主題歌として書き下ろした楽曲である。ソロ名義によるテレビドラマの主題歌のタイアップは5度目となる。なお制作スタッフからの要望は大まかに「ラブソングであること」と「サウンドはロック」だったという。
またカップリング曲として収録されている「どん底まで」もドラマ主題歌の候補として制作されていたことが後に明らかにされた。2019年に発売された椎名の6作目のスタジオ・アルバム『三毒史』には両曲とも収録されたが、「どん底まで」についてはシングル版よりもBPMが速くなり、新たなミュージシャンにより録り直されたアルバム・バージョンが収録された。

## ミュージック・ビデオ
「至上の人生」のミュージック・ビデオは志賀匠監督のもと制作されたほか、同シングルのカップリング曲として収録された「どん底まで」のミュージック・ビデオも制作され、一続きの連作となっている。

## シングル収録曲
| 全作詞・作曲・編曲: 椎名林檎。 |                |          |            |      |
| #                              | タイトル       | 作詞     | 作曲・編曲 | 時間 |
| 1.                             | 「至上の人生」 | 椎名林檎 | 椎名林檎   | 4:12 |
| 2.                             | 「どん底まで」 | 椎名林檎 | 椎名林檎   | 2:48 |
| 合計時間:                      | 合計時間:      | 7:00     |            |      |

## 演奏
- guitar：名越由貴夫
- bass：渡辺等
- drums：玉田豊夢
- synthesizer：ヒイズミマサユ機
- manipulator：椎名林檎、井上雨迩
- vox：浮雲（「どん底まで」）

## 発売日一覧
| 国   | 発売日        | 形式                   | 発売元                   | 規格品番   |
| ---- | ------------- | ---------------------- | ------------------------ | ---------- |
| 日本 | 2015年1月28日 | デジタル・ダウンロード | ユニバーサルミュージック |            |
| 日本 | 2015年2月25日 | シングル               | ユニバーサルミュージック | TYCT-30039 |